# Ausztria az 1952. évi téli olimpiai játékokon
Ausztria a norvégiai Oslóban megrendezett 1952. évi téli olimpiai játékok egyik részt vevő nemzete volt. Az országot az olimpián 7 sportágban 39 sportoló képviselte, akik összesen 8 érmet szereztek.

## Érmesek
| Érem  | Versenyző           | Sportág     | Versenyszám            |
| ----- | ------------------- | ----------- | ---------------------- |
| Arany | Othmar Schneider    | Alpesisí    | Férfi műlesiklás       |
| Arany | Trude Jochum-Beiser | Alpesisí    | Női lesiklás           |
| Ezüst | Othmar Schneider    | Alpesisí    | Férfi lesiklás         |
| Ezüst | Christian Pravda    | Alpesisí    | Férfi óriás-műlesiklás |
| Ezüst | Dagmar Rom          | Alpesisí    | Női óriás-műlesiklás   |
| Ezüst | Helmut Seibt        | Műkorcsolya | Férfi egyéni           |
| Bronz | Christian Pravda    | Alpesisí    | Férfi lesiklás         |
| Bronz | Toni Spiß           | Alpesisí    | Férfi óriás-műlesiklás |

## Alpesisí
Férfi
| Versenyző        | Versenyszám      | 1. futam      | 1. futam      | 2. futam | 2. futam | Összesítés | Összesítés |
| Versenyző        | Versenyszám      | Idő           | Hely.         | Idő      | Hely.    | Idő        | Helyezés   |
| ---------------- | ---------------- | ------------- | ------------- | -------- | -------- | ---------- | ---------- |
| Otto Linher      | Lesiklás         |               |               |          |          | 2:47,9     | 28.        |
| Christian Pravda | Lesiklás         |               |               |          |          | 2:32,4     |            |
| Christian Pravda | Műlesiklás       | 1:01,5        | 10.           | 1:53,2   | 29.      | 2:54,7     | 29.        |
| Christian Pravda | Óriás-műlesiklás |               |               |          |          | 2:26,9     |            |
| Othmar Schneider | Lesiklás         |               |               |          |          | 2:32,0     |            |
| Othmar Schneider | Műlesiklás       | 59,5          | 3.            | 1:00,5   | 2.       | 2:00,0     |            |
| Egon Schöpf      | Lesiklás         |               |               |          |          | kizárták   | kizárták   |
| Egon Schöpf      | Óriás-műlesiklás |               |               |          |          | kizárták   | kizárták   |
| Hans Senger      | Műlesiklás       | 59,2          | 1.*           | kizárták | kizárták | kiesett    | kiesett    |
| Hans Senger      | Óriás-műlesiklás |               |               |          |          | 2:33,6     | 9.         |
| Toni Spiß        | Műlesiklás       | nem ért célba | nem ért célba | kiesett  | kiesett  | kiesett    | kiesett    |
| Toni Spiß        | Óriás-műlesiklás |               |               |          |          | 2:28,8     |            |

Női
| Versenyző           | Versenyszám      | 1. futam | 1. futam | 2. futam | 2. futam | Összesítés | Összesítés |
| Versenyző           | Versenyszám      | Idő      | Hely.    | Idő      | Hely.    | Idő        | Helyezés   |
| ------------------- | ---------------- | -------- | -------- | -------- | -------- | ---------- | ---------- |
| Trude Jochum-Beiser | Lesiklás         |          |          |          |          | 1:47,1     |            |
| Trude Jochum-Beiser | Műlesiklás       | 1:08,7   | 10.*     | 1:07,2   | 6.       | 2:15,9     | 8.*        |
| Trude Jochum-Beiser | Óriás-műlesiklás |          |          |          |          | 2:14,3     | 11.*       |
| Trude Klecker       | Lesiklás         |          |          |          |          | 1:57,9     | 24.        |
| Trude Klecker       | Óriás-műlesiklás |          |          |          |          | 2:11,4     | 4.         |
| Erika Mahringer     | Lesiklás         |          |          |          |          | 1:49,5     | 4.         |
| Erika Mahringer     | Műlesiklás       | 1:18,6   | 32.      | 1:08,0   | 10.      | 2:26,6     | 22.        |
| Erika Mahringer     | Óriás-műlesiklás |          |          |          |          | 2:16,8     | 17.        |
| Dagmar Rom          | Lesiklás         |          |          |          |          | 1:49,8     | 5.         |
| Dagmar Rom          | Műlesiklás       | 1:57,7   | 38.      | 1:10,2   | 20.*     | 3:07,9     | 36.        |
| Dagmar Rom          | Óriás-műlesiklás |          |          |          |          | 2:09,0     |            |
| Rosi Sailer         | Műlesiklás       | 1:09,3   | 13.      | 1:11,6   | 24.      | 2:20,9     | 17.        |

* - egy másik versenyzővel azonos eredményt ért el

## Bob
| Versenyző                                                    | Versenyszám | 1. futam | 1. futam | 2. futam | 2. futam | 3. futam | 3. futam | 4. futam     | 4. futam     | Összesítés | Összesítés |
| Versenyző                                                    | Versenyszám | Idő      | Hely.    | Idő      | Hely.    | Idő      | Hely.    | Idő          | Hely.        | Idő        | Helyezés   |
| ------------------------------------------------------------ | ----------- | -------- | -------- | -------- | -------- | -------- | -------- | ------------ | ------------ | ---------- | ---------- |
| Karl Wagner Franz Eckhardt                                   | Kettes      | 1:24,16  | 10.      | 1:24,54  | 9.       | 1:24,00  | 9.       | 1:24,34      | 11.          | 5:37,04    | 9.         |
| Heinz Hoppichler Wilfried Thurner                            | Kettes      | 1:30,27  | 18.      | 1:28,30  | 16.      | 1:27,78  | 16.      | 1:27,51      | 16.          | 5:53,86    | 16.        |
| Karl Wagner Franz Eckhardt Hermann Palka Paul Aste           | Négyes      | 1:19,34  | 9.       | 1:18,91  | 4.       | 1:18,27  | 6.       | 1:18,22      | 3.           | 5:14,74    | 5.         |
| Kurt Loserth Wilfried Thurner Franz Kneissl Heinz Hoppichler | Négyes      | 1:19,51  | 10.      | 1:20,25  | 12.      | 1:20,44  | 13.      | visszalépett | visszalépett | kiesett    | kiesett    |

## Északi összetett
| Versenyző      | Síugrás  | Síugrás  | Síugrás  | Síugrás  | Síugrás  | Síugrás  | Síugrás | Síugrás | Sífutás       | Sífutás       | Sífutás       | Összesítés | Összesítés |
| Versenyző      | 1. ugrás | 1. ugrás | 2. ugrás | 2. ugrás | 3. ugrás | 3. ugrás | Össz.   | Össz.   | Sífutás       | Sífutás       | Sífutás       | Összesítés | Összesítés |
| Versenyző      | Távolság | Pont     | Távolság | Pont     | Távolság | Pont     | Pont    | Hely.   | Idő           | Pont          | Hely.         | Pont       | Helyezés   |
| -------------- | -------- | -------- | -------- | -------- | -------- | -------- | ------- | ------- | ------------- | ------------- | ------------- | ---------- | ---------- |
| Hans Eder      | 61,5     | (95,5)   | 62,0     | 103,5    | 64,5     | 105,5    | 209,0   | 4.      | 1:10,13       | 211,575       | 11.           | 420,575    | 9.         |
| Leopold Kohl   | 58,0     | 92,0     | 57,0     | (88,5)   | 58,0     | 90,5     | 182,5   | 20.     | 1:13:10       | 200,848       | 14.           | 383,348    | 18.        |
| Peter Radacher | 57,0     | 89,5     | 56,5     | (57,0)   | 58,0     | 60,5     | 150,0   | 24.     | nem ért célba | nem ért célba | nem ért célba | kiesett    | kiesett    |
| Sepp Schiffner | 56,5     | (86,5)   | 59,5     | 92,5     | 60,5     | 94,0     | 186,5   | 19.     | 1:17:31       | 185,030       | 21.           | 371,530    | 20.        |

## Gyorskorcsolya
| Versenyző         | Versenyszám | Eredmény | Helyezés |
| ----------------- | ----------- | -------- | -------- |
| Arthur Mannsbarth | 500 m       | 47,6     | 37.      |
| Arthur Mannsbarth | 1500 m      | 2:26,6   | 22.      |
| Arthur Mannsbarth | 5000 m      | 8:36,3   | 8.       |
| Arthur Mannsbarth | 10 000 m    | 17:44,2  | 11.      |
| Franz Offenberger | 500 m       | 45,9     | 25.*     |
| Franz Offenberger | 1500 m      | 2:25,9   | 20.      |
| Franz Offenberger | 5000 m      | 9:03,0   | 30.      |
| Franz Offenberger | 10 000 m    | 19:04,2  | 26.      |
| Konrad Pecher     | 500 m       | 47,3     | 36.      |
| Konrad Pecher     | 1500 m      | 2:34,8   | 36.      |
| Konrad Pecher     | 5000 m      | 9:04,9   | 32.      |

* - egy másik versenyzővel azonos eredményt ért el

## Műkorcsolya
| Versenyző                 | Versenyszám  | Kötelező elemek   | Kötelező elemek | Kűr               | Kűr   | Összesítés                     | Összesítés                     | Összesítés                     | Összesítés                     | Összesítés                     | Összesítés                     | Összesítés                     | Összesítés                     | Összesítés                     | Összesítés        | Összesítés  | Összesítés | Összesítés |
| Versenyző                 | Versenyszám  | Kötelező elemek   | Kötelező elemek | Kűr               | Kűr   | Helyezési pontszámok bírónként | Helyezési pontszámok bírónként | Helyezési pontszámok bírónként | Helyezési pontszámok bírónként | Helyezési pontszámok bírónként | Helyezési pontszámok bírónként | Helyezési pontszámok bírónként | Helyezési pontszámok bírónként | Helyezési pontszámok bírónként | Több. hely. száma | Hely. össz. | Pont       | Helyezés   |
| Versenyző                 | Versenyszám  | Több. hely. száma | Hely.           | Több. hely. száma | Hely. | 1                              | 2                              | 3                              | 4                              | 5                              | 6                              | 7                              | 8                              | 9                              | Több. hely. száma | Hely. össz. | Pont       | Helyezés   |
| ------------------------- | ------------ | ----------------- | --------------- | ----------------- | ----- | ------------------------------ | ------------------------------ | ------------------------------ | ------------------------------ | ------------------------------ | ------------------------------ | ------------------------------ | ------------------------------ | ------------------------------ | ----------------- | ----------- | ---------- | ---------- |
| Helmut Seibt              | Férfi egyéni | 8×2+              | 2.              | 5×6+              | 5.    | 4,0                            | 2,0                            | 2,0                            | 2,0                            | 2,0                            | 3,0                            | 2,0                            | 4,0                            | 2,0                            | 6×2+              | 23,0        | 1621,3     |            |
| Kurt Oppelt               | Férfi egyéni | 5×11+             | 11.             | 5×11+             | 10.   | 11,0                           | 10,0                           | 10,0                           | 9,0                            | 12,0                           | 11,0                           | 11,0                           | 13,0                           | 11,0                           | 7×11+             | 98,0        | 1233,3     | 11.        |
| Annelies Schilhan         | Női egyéni   | 6×19+             | 19.             | 5×12+             | 12.   | 16,0                           | 16,0                           | 17,0                           | 18,0                           | 17,0                           | 14,0                           | 13,0                           | 15,0                           | 14,0                           | 6×16+             | 140,0       | 1212,7     | 16.        |
| Sissy Schwarz             | Női egyéni   | 8×22+             | 22.             | 5×18+             | 18.   | 19,0                           | 19,0                           | 20,0                           | 21,0                           | 22,0                           | 19,0                           | 18,0                           | 20,0                           | 20,0                           | 7×20+             | 178,0       | 1141,9     | 19.        |
| Sissy Schwarz Kurt Oppelt | Páros        |                   |                 |                   |       | 9,0                            | 10,0                           | 9,0                            | 9,0                            | 9,0                            | 10,0                           | 9,0                            | 11,0                           | 7,0                            | 6×9+              | 83,0        | 85,2       | 9.         |

## Sífutás
Férfi
| Versenyző                                                      | Versenyszám     | Eredmény      | Helyezés      |
| -------------------------------------------------------------- | --------------- | ------------- | ------------- |
| Hans Eder                                                      | 18 km           | 1:10:13       | 31.           |
| Leopold Kohl                                                   | 18 km           | 1:13:10       | 51.           |
| Friedrich Krischan                                             | 18 km           | 1:11:54       | 43.*          |
| Hias Noichl                                                    | 18 km           | 1:09:48       | 28.           |
| Peter Radacher                                                 | 18 km           | nem ért célba | nem ért célba |
| Sepp Schiffner                                                 | 18 km           | 1:17:31       | 69.           |
| Sepp Schneeberger                                              | 18 km           | 1:09:12       | 23.           |
| Oskar Schulz                                                   | 18 km           | 1:12:37       | 48.           |
| Hans Eder Friedrich Krischan Karl Rafreider Josef Schneeberger | 4 × 10 km váltó | 2:34:36       | 5.            |

Női
| Versenyző       | Versenyszám | Eredmény      | Helyezés      |
| --------------- | ----------- | ------------- | ------------- |
| Lizzy Kladensky | 10 km       | nem ért célba | nem ért célba |

* - egy másik versenyzővel azonos eredményt ért el

## Síugrás
| Versenyző         | 1. ugrás | 1. ugrás | 1. ugrás | 2. ugrás      | 2. ugrás      | 2. ugrás      | Összesítés | Összesítés |
| Versenyző         | Távolság | Pont     | Hely.    | Távolság      | Pont          | Hely.         | Pont       | Helyezés   |
| ----------------- | -------- | -------- | -------- | ------------- | ------------- | ------------- | ---------- | ---------- |
| Sepp Bradl        | 50,5     | 65,5~    | 41.      | nem ért célba | nem ért célba | nem ért célba | kiesett    | kiesett    |
| Hans Eder         | 57,5     | 95,5     | 28.*     | 55,5          | 93,0          | 31.*          | 188,5      | 29.*       |
| Rudi Dietrich     | 63,0     | 97,5     | 23.      | 62,5          | 100,5         | 16.           | 198,0      | 21.        |
| Walter Steinegger | 61,5     | 100,5    | 18.*     | 63,0          | 101,5         | 14.*          | 202,0      | 14.        |

* - egy másik versenyzővel azonos eredményt ért el

~ - az ugrás során elesett